# Pretura Zălau
Pretura Zălau a fost o unitate administrativă din Comitatul Sălaj, cu reședința în Zalău. 
Dupa Tratatul de la Trianon a fost infiintata Plasa Zălau.